# Thabani Kamusoko
Thabani Scara Kamusoko (ur. 2 marca 1988 w Mzilikazi) – zimbabwejski piłkarz grający na pozycji defensywnego pomocnika. Od 2016 jest zawodnikiem klubu ZESCO United.

## Kariera klubowa
Swoją karierę piłkarską Kamusoko rozpoczął w klubie Njube Sundowns FC. W 2007 roku zadebiutował w nim w pierwszej lidze. W 2009 roku grał w Underhill FC, a w 2010 w Dynamos FC, z którym wywalczył wicemistrzostwo Zimbabwe. W latach 2011–2015 był zawodnikiem FC Platinum. W sezonie 2011 został z nim wicemistrzem kraju, a w sezonie 2014 zdobył Puchar Zimbabwe.
Latem 2015 Kamusoko przeszedł do tanzańskiego klubu Young Africans SC. Grał w nim do końca sezonu 2018/2019. Z klubem tym wywalczył dwa mistrzostwa Tanzanii w sezonach 2015/2016 i 2016/2017, wicemistrzostwo w sezonie 2018/2019 i Puchar Tanzanii w sezonie 2015/2016.
W 2019 Kamusoko przeszedł do zambijskiego ZESCO United. W sezonie 2020/2021 wywalczył z nim mistrzostwo Zambii.

## Kariera reprezentacyjna
W reprezentacji Zimbabwe Kamusoko zadebiutował 11 lutego 2009 w zremisowanym 0:0 towarzyskim meczu z Tanzanią, rozegranym w Dar es Salaam. W 2019 roku był w kadrze Zimbabwe na Puchar Narodów Afryki 2019. Zagrał w nim w jednym meczu grupowym, z Ugandą (1:1). 
W 2022 roku Kamusoko został powołany do kadry na Puchar Narodów Afryki 2021. Na tym turnieju rozegrał dwa mecze grupowe: z Senegalem (0:1) i z Gwineą (2:1).